# Malahara (Aldeia)
Malahara ist eine osttimoresische Aldeia im Suco Muapitine (Verwaltungsamt Lospalos, Gemeinde Lautém). 2015 lebten in der Aldeia 106 Menschen. Bis 2015 gehörte das Gebiet noch zum Suco Mehara (Verwaltungsamt Tutuala).

## Geographie

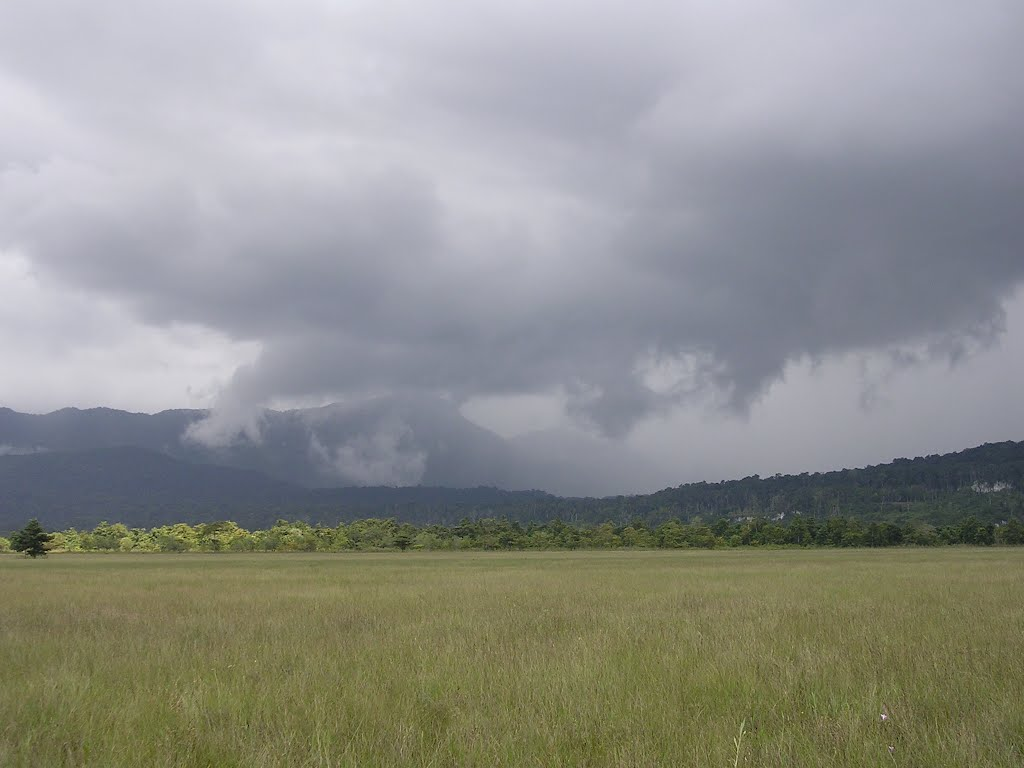
Regenzeit bei Malahara, über der Überflutungsebene des Ira Lalaro. Im Hintergrund liegen die Paitchau-Berge.

Die Aldeia Malahara liegt im Osten des Sucos Muapitine. Westlich befinden sich die Aldeias Vailoro und Lopuloho, nordwestlich der Suco Bauro und nördlich das Verwaltungsamt Tutuala mit den Sucos Mehara und Tutuala. Im Süden liegt die Timorsee, im Norden der Ira Lalaro, Osttimors größter See, der sich in der Regenzeit weit ausdehnt. Aus dem See fließt der Fluss Irasiquero Richtung Süden. Er erreicht aber nicht die Timorsee, sondern verschwindet vorher im Mainina-Loch, einem Ponor. Das Ufer des Irasiqueros ist sumpfig, das Überflutungsgebiet des Sees ist weitgehend baumlos. Die saisonale Überflutung hat bisher eine wirtschaftliche Entwicklung des Umfelds des Sees verhindert.
Die Paitchau-Bergkette liegt im Südosten von Malahara und verläuft in West-Ost-Richtung. Ihre Ausläufer führen weiter nach Nordosten in Richtung des Ortes Tutuala. Markant ist ihre höchste Erhebung, der isoliert zu den anderen Bergen stehende Paitchau mit 995 m. Die Bergkette bildet die südliche und östliche Abgrenzung des Fuiloro-Plateaus, das sich bis in das Nachbarverwaltungsamt Tutuala erstreckt.
Südöstlich der Paitchau-Bergkette beginnt das Tal des Flusses Veros, der selbst in Tutuala fließt.
Die einzige Siedlung in der Aldeia ist das Dorf Malahara. Es liegt im Nordwesten der Aldeia an einer Straße, die Muapitine mit Tutuala verbindet.

## Einrichtungen und Sehenswürdigkeiten
Im Dorf Malahara stehen die Kapelle São Domingos Savio und eine Grundschule.
Bei Malahara plante man mehrere Jahre unterirdisch das bisher größte Wasserkraftwerk des Landes, das Lospalos und Dili mit Strom versorgen sollte. Das Wasser sollte vom Ira Lalaro unterhalb der Paitchau-Bergkette in Richtung Timorsee fließen. Das Projekt ist inzwischen eingestellt worden.
Im Westen des Tals des Veros befinden sich Ruinen historischer befestigter Siedlungen, die im portugiesischen Tranqueiras (deutsch Deckung, Verschanzung) genannt werden. Haka Paku Leki, Ili Haraku, Pailopo und Maiana waren noch bis in das frühe 20. Jahrhundert bewohnt. Der nahegelegene kleine Fluss Verkass ver bildete früher die Grenze des Fataluku-Clans (ratu) der Renu vom Clan der Latuloho, der in Muapitine lebte. Maiana war die Grenzfestung und Haka Paku Leki die Hauptfetung der Renu. Ili Haraku gehörte zu den Renu und ihren Kriegsalliierten, dem Clan der Aca Cao. Die Festung wurde in lokalen Kriegen von den Clans der Marapaki und Zenlai angegriffen. Der Anführer der Renu wurde getötet, aber die Aca Cao leisteten Widerstand, bis der Feind sich wieder zurückzog. Pailopo war eine befestigte Siedlung der Aca Cao.